# ŽŠK Maribor
ŽŠK Maribor, pełna nazwa Železničarski šahovski klub Maribor – słoweński klub szachowy z siedzibą w Mariborze.

## Historia
Klub został założony w 1927 roku. W 1955 roku, pod nazwą Železničar Maribor, zadebiutował w Prvej lidze Jugoslavije, jednak po zakończeniu sezonu spadł z ligi. Do najwyższej ligi Jugosławii powrócił w 1958 roku. W latach 1960–1962 słoweński zespół uzyskiwał tytuł wicemistrza Jugosławii. W 1963 roku ŽŠK Maribor zajął czwarte miejsce w lidze. W sezonie 1964 nie uczestniczył w Prvej lidze, powrócił do niej rok później, uczestnicząc w niej nieprzerwanie do 1973 roku. W latach 1965 i 1970 klub z Mariboru uzyskał piąte miejsce w lidze jugosłowiańskiej. W 1975 roku zespół ponownie rywalizował w Prvej lidze, jednak zajął miejsce spadkowe. Do najwyższej ligi Jugosławii powrócił w 1977 roku, zajmując piąte miejsce. W sezonie 1978 szachiści ŽŠK uzyskali trzecie miejsce w mistrzostwach. W 1980 roku klub spadł z ligi, w późniejszym czasie występował w niej jeszcze w latach 1984–1985, 1988 i 1990.
Po rozpadzie Jugosławii klub uczestniczył w słoweńskiej Državnej članskiej lidze. W drugiej połowie lat 90. występował pod nazwą ŽŠD Maribor ŠK Piramida. W tej postaci klub zdobył mistrzostwo Słowenii w latach 1996, 1998–1999 i 2001. Jako ŽŠK Maribor zespół zdobył mistrzostwo kraju w sezonach 2005–2006, 2009–2016, 2018, 2020, 2022 i 2024. W 2011 roku klub zadebiutował w Pucharze Europy. Zespół wygrał wówczas mecze z ŠD Radenska Pomgrad, KSK Rochade Eupen-Kelmis, SF Reichenstein, ŠD Ptuj i Beer-Sheva Chess Club, a przegrał spotkania z Jugrą Chanty-Mansyjsk i Lunds ASK. W klasyfikacji końcowej pucharu zespół zajął dwunaste miejsce. W tym samym roku ŽŠK Maribor po raz pierwszy w historii wystąpił w Pucharze Europy kobiet, uzyskując przedostatnie, dziesiąte miejsce. W 2019 roku klub uzyskał 45. miejsce w Pucharze Europy (3 zwycięstwa, 4 porażki), natomiast w sezonie 2021 zajął 15. pozycję.

## Arcymistrzowie w historii klubu
- Csaba Balogh[15]
- Ołeksandr Bielawski[16]
- Jure Borišek[15]
- Iwan Czeparinow[17]
- Branko Damljanović[18]
- Anton Diemczenko[19]
- Władimir Fiedosiejew[20]
- Alojzije Janković[21]
- Zdenko Kožul[21]
- Luka Lenič[21]
- Adrian Michalczyszyn[22]
- Georg Mohr[22]
- Juraj Nikolac[23]
- Mychajło Ołeksijenko[18]
- Bruno Parma[23]
- Albin Planinec[23]
- Borki Predojević[24]
- Gyula Sax[25]
- Jure Škoberne[21]
- Jan Šubelj[20]
- Wołodymyr Wetoszko[19]
- Milan Zajić[16]